# مروحية تعمل بالطاقة البشرية
مروحية تعمل بالطاقة البشرية هي نوع من الطائرات التي تعمل بالطاقة البشرية والمصممة لحمل شخص واحد على الأقل ، حيث تعمد فقط على استخدام القوة التي يقدمها الشخص (الأشخاص) على متن الطائرة ، كما تحتاج إلى نسبة عالية من القوة بالمقارنة بالوزن ، كما يجب أن تكون مثل هذه الطائرات خفيفة للغاية ويجب أن تكون أجنحتها الدوارة فعالة جدا..
مبتكروا الطائرة هم طلبة من كلية الهندسة في جامعة ميرلاند كمشروع تخرج حيث تم تصميم الطائرة من مواد رغوة وألياف الكربون وغيرها من مواد خفيفة الوزن، بحيث لا يزيد وزنها عن 95 كيلوغراماً فقط بما في ذلك الطيار.